# Parafia św. Jana Chrzciciela w Lutyni Dolnej
Parafia św. Jana Chrzciciela w Lutyni Dolnej – parafia rzymskokatolicka znajdująca się w Lutyni Dolnej w kraju morawsko-śląskim w Czechach. Należy do dekanatu Karwina diecezji ostrawsko-opawskiej.
Msze prowadzone są również w języku polskim dla polskiej mniejszości.

## Historia
Parafia powstała w XIV lub w pierwszej połowie XV wieku. Została wymieniona w spisie świętopietrza, sporządzonym przez archidiakona opolskiego Mikołaja Wolffa w 1447, pośród innych parafii archiprezbiteratu (dekanatu) w Cieszynie pod nazwą Lutina. Na podstawie wysokości opłaty w owym sprawozdaniu liczbę ówczesnych parafian (we wszystkich podległych wioskach) oszacowano na 210.
W okresie Refromacji została parafia luterańską.
W 1654 parafia znalazła się w nowo utworzonym dekanacie frysztackim.
Po wojnach śląskich i oddzieleniu granicą od diecezjalnego Wrocławia, będącego w odtąd w Królestwie Prus, do zarządzania pozostałymi w Monarchii Habsburgów parafiami powołano w 1770 Wikariat generalny austriackiej części diecezji wrocławskiej. 
Według schematyzmu austriackiej części diecezji wrocławskiej z 1847 roku parafia w Lutynii Niemieckiej (z filią w Dziećmorowicach) w archiprezbiteracie frysztackim obejmowała miejscowości Lutynia Niemiecka (1189 katolików), Dziećmorowice (956), Lutynia Polska (542), Wierzniowice (447), Skrzeczoń (309), Nikeltaff (191) i Kąkolna (130), w sumie 3764 katolików, 11 akatolików (w Wierzniowicach) i 44 żydów (najwięcej w Lutynii Niemieckiej 21). Proboszczem był urodzony w 1801 w Ligocie Górnej Franz Pawelek a językiem parafii był język polski.
Po I wojnie światowej obie Lutynie znalazły się w granicach Czechosłowacji, wciąż jednak podległe były diecezji wrocławskiej, pod zarządem specjalnie do tego powołanej instytucji zwanej: Knížebiskupský komisariát niský a těšínský. Kiedy Polska dokonała aneksji tzw. Zaolzia w październiku 1938 parafię jako jedną z 29 włączono do diecezji katowickiej, a 1 stycznia 1940 z powrotem do diecezji wrocławskiej. W 1947 obszar ten wyjęto ostatecznie spod władzy biskupów wrocławskich i utworzono Apostolską Administraturę w Czeskim Cieszynie, podległą Watykanowi. W 1978 obszar Administratury podporządkowany został archidiecezji ołomunieckiej. W 1996 wydzielono z archidiecezji ołomunieckiej nową diecezję ostrawsko-opawską.